# Minuta za umor
Minuta za umor je slovenski črno-beli kriminalno-dramski film iz leta 1962 v režiji Janeta Kavčiča po scenariju Milana Nikolića. Po vrnitvi dolgoletnega emigranta policijski inšpektor v skupini nekdanjih sošolcev išče morilca.

## Igralci
- Slavko Belak
- Demeter Bitenc
- Vanja Drach kot Koh
- Zlatko Madunić
- Duša Počkaj kot Nina
- Lojze Rozman
- Jože Zupan